# Роон
Роон (швед. Råån, стара назва — Квістуфтаон (швед. Kvistoftaån)) — мала річка на півдні Швеції, у лені Сконе. Довжина річки становить 30 км,  площа басейну  — 192,8 км². 